# Limnetron antarcticum
Limnetron antarcticum – gatunek ważki z rodziny żagnicowatych (Aeshnidae). Występuje w Ameryce Południowej; stwierdzony w północno-wschodniej Argentynie (prowincja Misiones), południowej Brazylii i Paragwaju.